# Собор Олександра Невського (Пружани)
Собор Олекса́ндра Невського (біл. Сабор Аляксандра Неўскага)  — чинний собор у місті Пружани Берестейської і Кобринської єпархії, освячений на честь Олександра Невського. Освячення відбулося 22 жовтня 1866 року.
У соборі знаходиться ікона «Богородиці, що плаче», що вважається чудодійною.

## Історія будівництва
У зв'язку з подіями повстання 1863 року на Пружанщині царизм приділяв велику увагу в подальшій русифікації краю православній церкві. На її підтримку спрямовувалось 10 % коштів від усього конфіскованого майна керівників повстання. У всіх губернських та повітових містечках були створені комітети з будівництва православних церков. В Пружанах такий комітет організовано в 1865 році на чолі з керівником міста та повіту Елісом.
Вирішено було будувати церкву Олександра Невського на знак подяки російському імператору Олександру II за скасування кріпацтва та панщини.
22 жовтня (за старим стилем 9 жовтня) 1866 року єпископ берестейський Ігнатій (Железовський) освятив собор.

## Настоятелі
- Андрій Червяковський
- Микола Жукович
- Флавіян (Дмитриюк)
- Микола Воскресенський
- Володимир Пілінкевич
- Йосиф Морозов
- Антоній Билявиць
- Йосиф Балюк (до 2007 року)
- Михайло Носка (з 2007 року)

## Фотогалерея

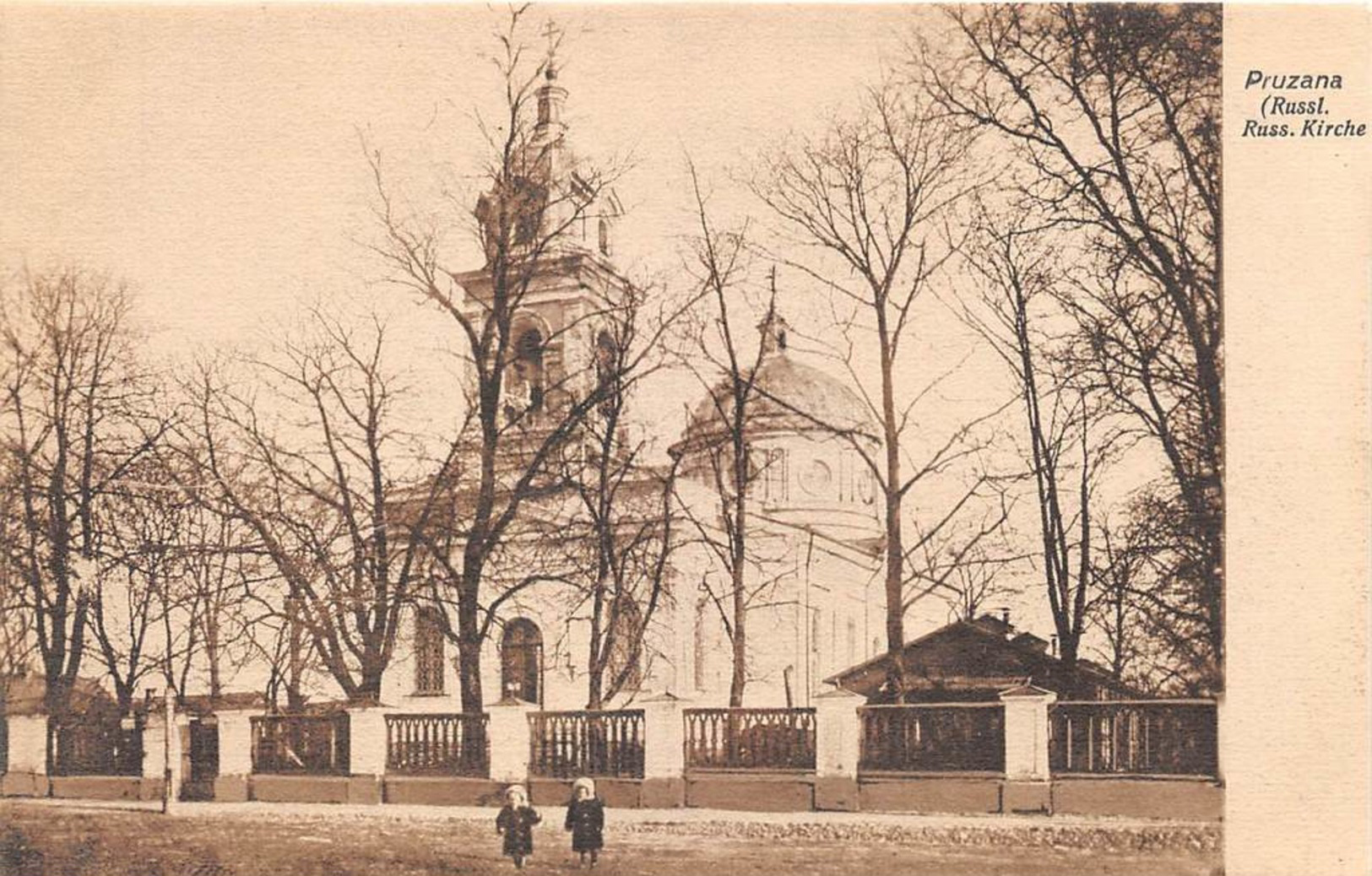
Церква під час Першої світової війни
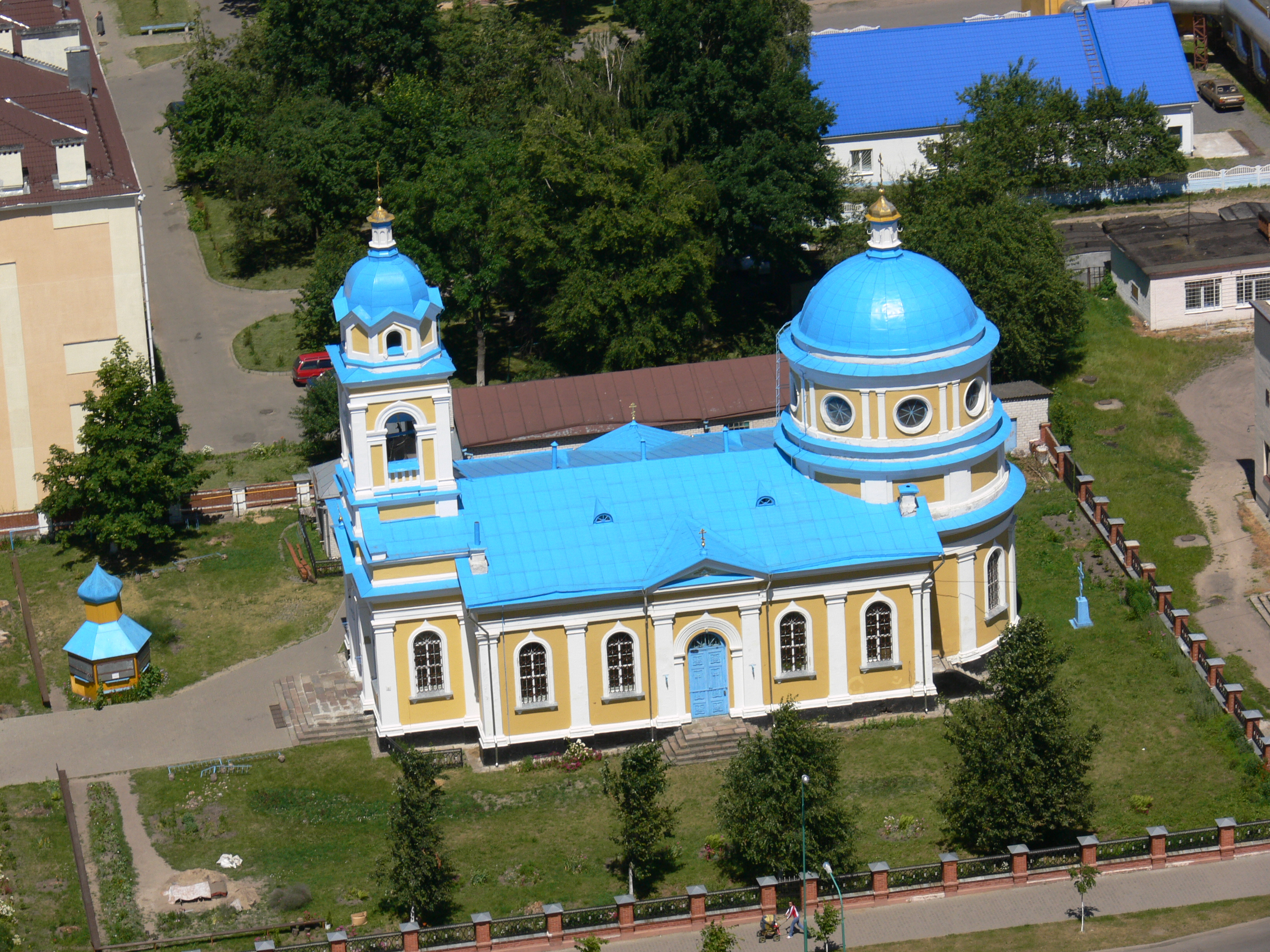
Вигляд церкви з висоти
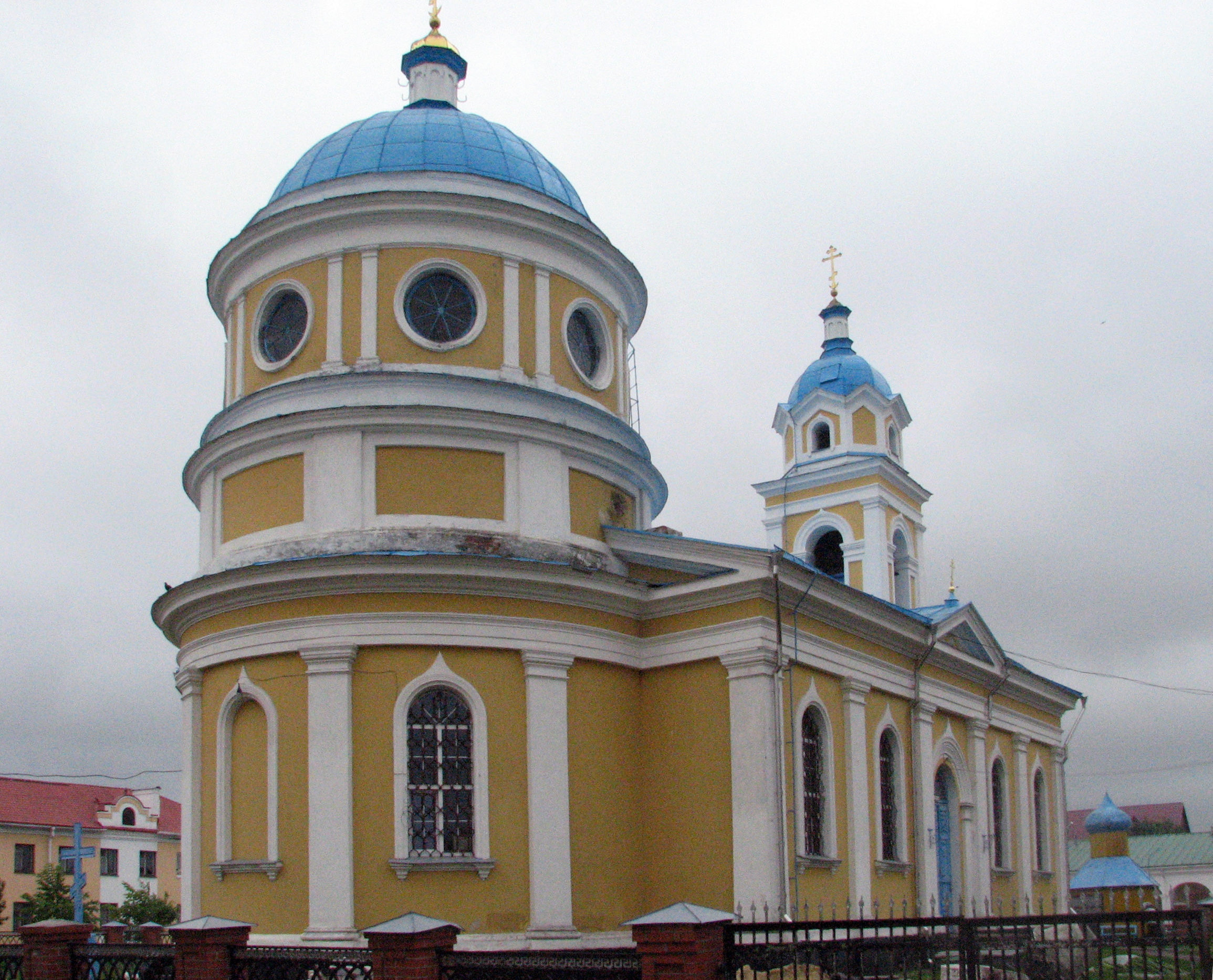
Вигляд з боку вівтарної частини
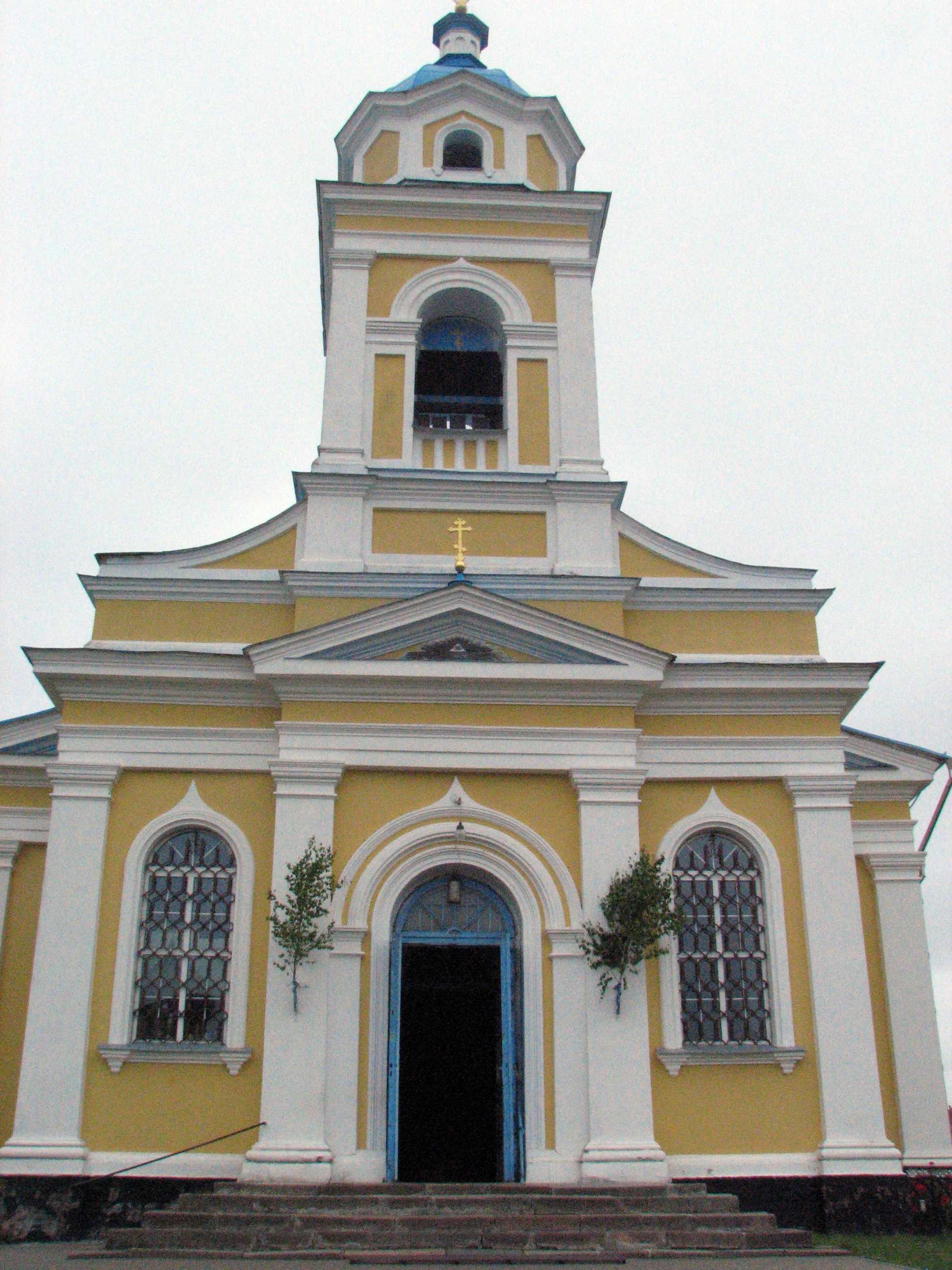
Фасад
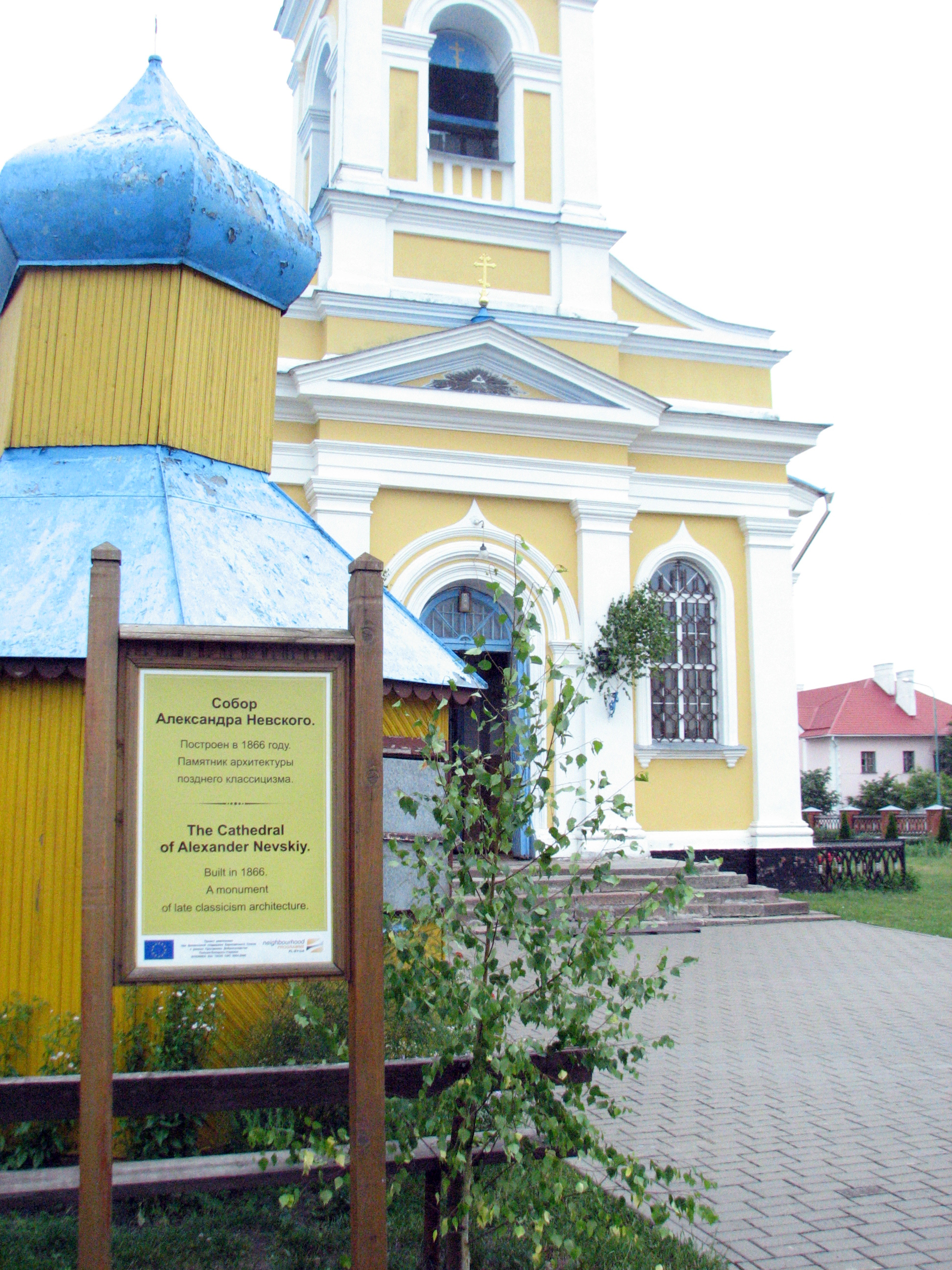
Пам'ятна таблиця перед входом